# Boie (Mineralöl)

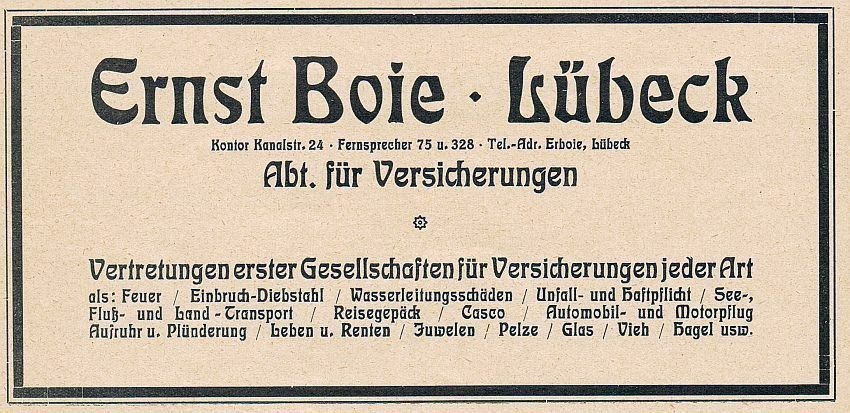
Reklame (1922)

Die Boie GmbH & Co. KG ist ein Unternehmen im Mineralölhandel mit Sitz in Lübeck.

## Geschichte
Das Unternehmen geht zurück auf das 1876 gegründete Handlungshaus Marty & Co in Lübeck. Nach seiner Schulzeit begann Ernst Boie hier als Lehrling. Nach mehrjähriger Tätigkeit hatte er sich eine Vertrauensposition erarbeitet, wurde Teilhaber und später Inhaber der Handlung. Die Firma wurde 1898 in Ernst Boie abgeändert. Mit seinem Weitblick erkannte er seinerzeit die technische Entwicklung des Verkehrs und verbunden damit die Bedeutung der flüssigen Brenn- und Betriebsmittel. Petroleum, Benzin, Öl und „Erbojol“ wurden zu den Hauptprodukten und die Firma Ernst Boie wurde als Ölgroßhandlungs-, Speditions- und Versicherungsfirma gegründet und entwickelte sich schnell zur Blüte. Die Gesellschaft eröffnete 1925 eine erste Tankstelle, deren Signalisation damals unter der eigenen Firmenmarke in grün-gelb-schwarzer Farbe stattfand. Als Boie starb, sah man in Norddeutschland – Mecklenburg, Provinz Schleswig-Holstein bis nach Flensburg hinauf, Oldenburg usw. – überall seine Erbojol-Tankstellen. Die Boie GmbH & Co.KG bildet außerdem regelmäßig Kaufleute im Groß- und Außenhandel aus.
1902 entstand durch den Architekten Carl Mühlenpfordt das Verwaltungsgebäude an der Ecke Kanalstraße 24/Rosenpforte im Stil des norddeutschen Heimatschutzes.
Um 1974 erfolgte die Umstellung der hauseigenen Tankstellen auf die Marke der AVIA International.

## Geschäft
Heute ist Boie ein mittelständischer, deutscher Energie-Lieferant. Das sich in vierter Generation im Privatbesitz der Gründerfamilie befindliche Unternehmen wird durch die Gesellschafter Aine und Ole Boie geleitet.
Das Handelsunternehmen vertreibt Mineralöl- wie auch Biokraftstoffprodukte, Heizöl, Flüssiggase wie auch Schmierstoffe und arbeitet darüber hinaus im individuellen Energie-Contracting für Kunden mit großem Energieverbrauch. Als Mineralölunternehmen ist die Gesellschaft Mitglied der AVIA, mit deren Markenzeichen die Straßen- und Autobahn-Servicestationen im norddeutschen Bereich heute hauptsächlich signalisieren. Darüber hinaus werden einige wenige Stationen unter Unitol signalisiert. Fast die Hälfte aller betriebenen Tankstellen sind Gewerbetankstellen auf dem Betriebsgelände von Gewerbeunternehmen.

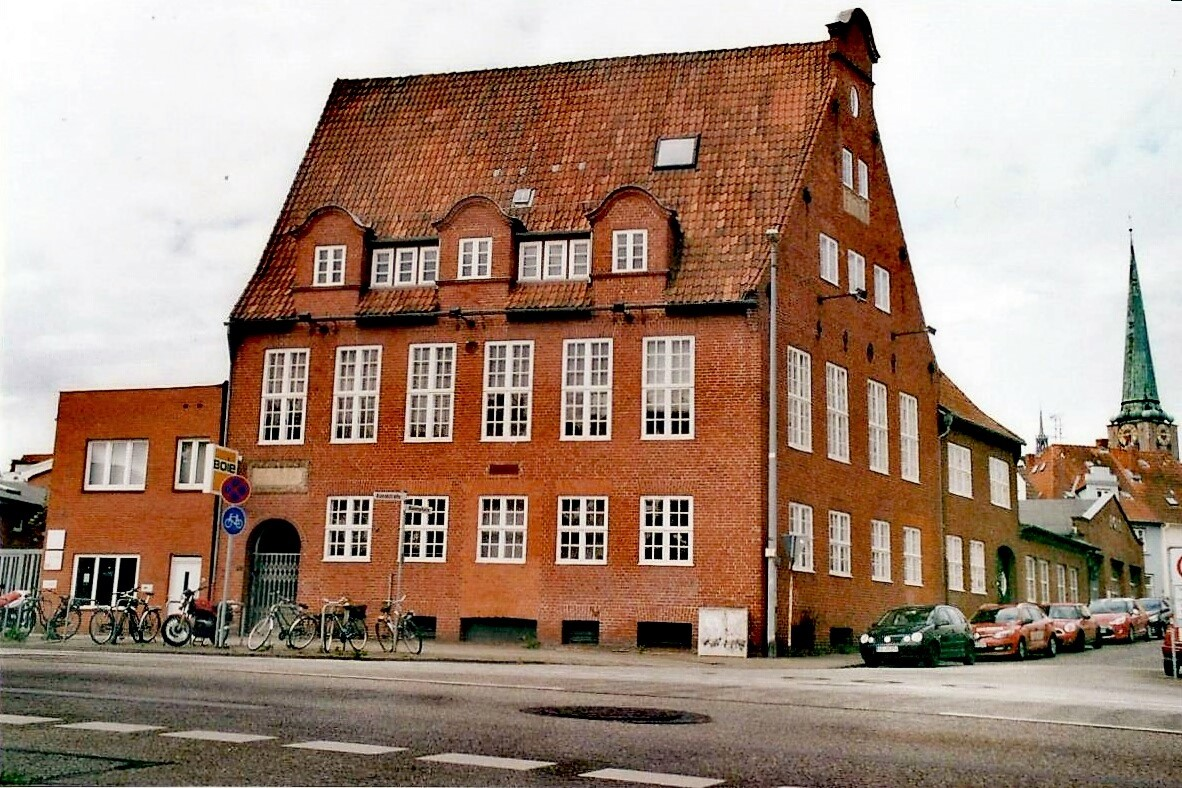
Geschäftshaus
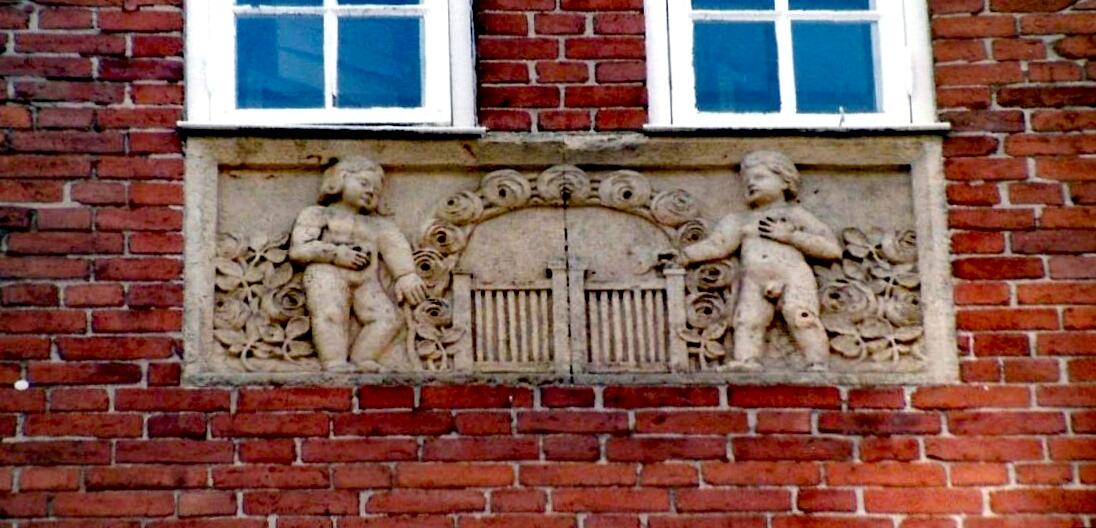
Detail
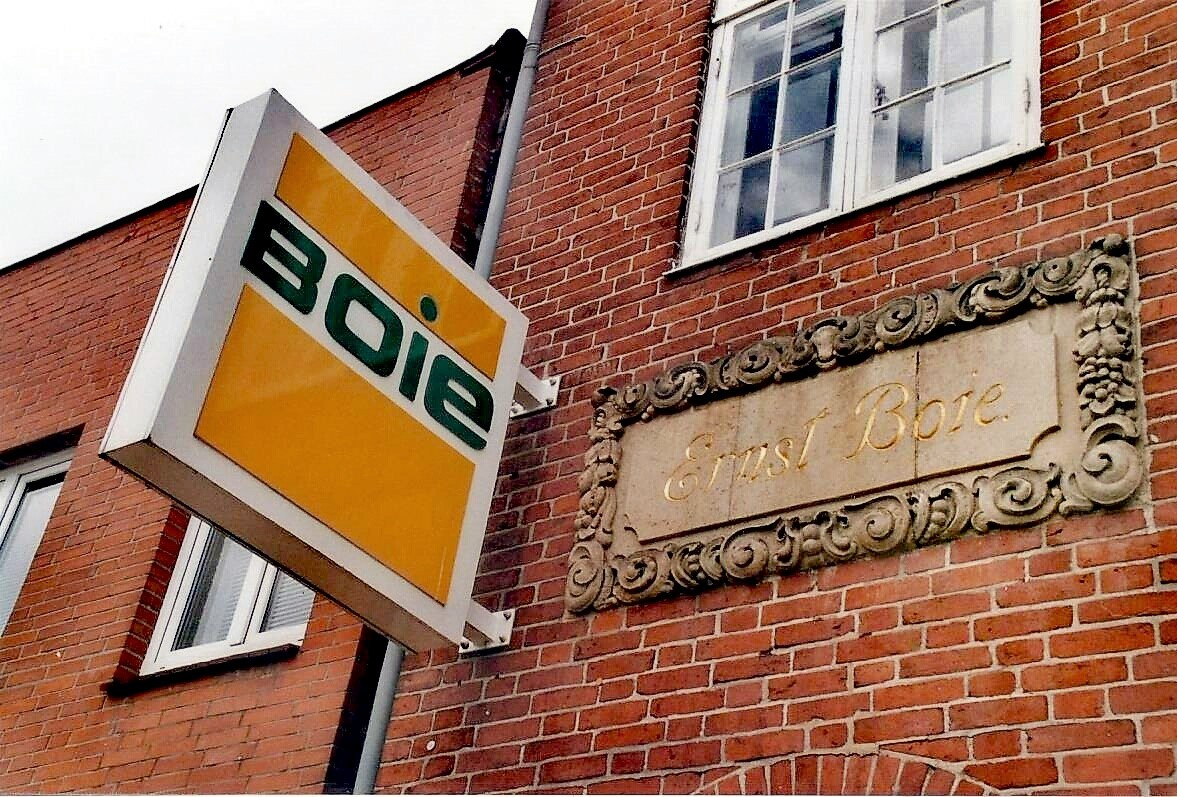
Logo einst und heute
Zapfsäule